# Anžej Dežan
Anžej Dežan [anžéj dèžan], slovenski pevec, * 17. junij 1987, Šentjur.
Rojen je bil v Celju, odraščal pa je v Šentjurju. Končal je I. gimnazijo v Celju. Po gimnaziji je sprva študiral filozofijo na Filozofski fakulteti v Ljubljani, nato pa modno novinarstvo v Londonu. Svojo glasbeno pot je začel leta 1997 z zmago na oddaji Karaoke. Leta 1998 je s skladbo »Povej, zakaj« osvojil prvo nagrado na Full Cool Demo Topu v organizaciji Radia Celje. Potem je posnel album z naslovom Cigutke. Leta 2002 se je pričel učiti petje pri celjski profesorici Jasmini Maček, leta 2003 pa je glasbeno izobraževanje nadaljeval v Mariboru pri Dadi Kladnik. Po letu in pol dela se je prijavil na Bitko talentov, ki je potekala v okviru oddaje Spet doma Maria Galuniča. Uspelo mu je priti vse do finala, v katerem pa se je moral zadovoljiti z drugim mestom (zmaga je šla namreč v roke Omarja Naberja).
Uspešno sodelovanje na Bitki talentov mu je odprlo vrata na festivalske odre. Že februarja 2005 je na Emi nastopil kot spremljevalni vokalist Nuše Derenda. Poleti je nastopil na Melodijah morja in sonca 2005 s pesmijo »Vroče«, ki je bila nagrajena z nagrado strokovne žirije za najboljšo skladbo v celoti. Januarja 2006 je nastopil na EMI in zmagal s pesmijo »Plan B«. Tako si je pridobil vstopnico za Evrosong v Atenah, kjer je 18. maja zastopal Slovenijo z angleško različico pesmi »Mr. Nobody«. V finale se ni uvrstil. Leta 2008 je na festivalu Slovenska popevka za pesem »Šopek maka« prejel veliko nagrado strokovne žirije za najboljšo skladbo v celoti in nagrado za najboljšo interpretacijo.
Po preboju v medijske vode je nadaljeval kariero kot televizijski in radijski voditelj ter novinar družabne kronike (Jasno in glasno, NLP, Vroče). Od zmage na Popevki se bolj kot pevski posveča novinarski karieri.

## Udeležbe na festivalih

### Melodije morja in sonca
- 2005: »Vroče« — nagrada za najboljšo skladbo v celoti

### EMA
- 2006: »Plan B« — 1. mesto (26 točk)

### Pesem Evrovizije
- 2006: »Mr. Nobody« — 16. mesto (polfinale)

### Festival slovenskega šansona
- 2007: »Zarja«

### Slovenska popevka
- 2008: »Šopek maka« — 4. mesto; nagrada strokovne žirije za najboljšo skladbo v celoti, nagrada za najboljšo interpretacijo (nagrada za najboljše besedilo)

## Diskografija
- C'est la vie (2004)
- Vroče (2005)
- Plan B/Mr. Nobody (2006)
- Kot Romeo in Julija (2006)
- Zarja (2007)
- Šopek maka (2008)
- Le objemi me (2009)